# کسکوریتا
کسکوریتا (به اسپانیایی: Coscurita) یک دهستان در اسپانیا است که در سریا واقع شده‌است.

## خصوصیات
کسکوریتا ۵۴ کیلومترمربع مساحت و ۱۲۷ نفر جمعیت دارد.